# Gavião do Maranhão
Gavião do Maranhão (Pykopjê, Piokobgé, Piokobyé, Pukobyé, Pukobiê, Pukopüe, Pukópye, Gavião Pukobyé, Gavião-Pykopjê, Gavião-Katige; Gavião=orao), indijansko pleme iz grupe Timbira, porodica Ges, nastanjeno s plemenom Guajajara u brazilskoj državi Maranhão na rezervatu Reserva Indígena Governador u općini Amarante do Maranhao.
Brojno stanje im je iznosilo 1.800-2.000 u kasnom 18. stoljeću; 1.000 (1851).; 473 (2005) a žive u tri sela Governador, Rubiácea i Riachinho; 494 (Funasa - 2006). Sebe označavaju imenom Pykopcatejê.
Druge Gavião grupe poznate su kao Gavião do Pará ili Parkatêjê (Gavião do Mãe Maria, Gaviões), i nesrodna Mondé grupa Gavião de Rondônia.

## Vanjske poveznice
- Agenda Semanal CTI  Arhivirana inačica izvorne stranice od 15. studenoga 2005. (Wayback Machine)
- Gavião Pykopjê  Arhivirana inačica izvorne stranice od 8. lipnja 2008. (Wayback Machine)